# Telesat
Telesat (NASDAQ: TSAT

) er en en canadisk satellitkommunikationsvirksomhed, der er baseret Ottawa, Ontario.
Telesat begyndte i 1969 som Telesat Canada, en canadisk statsejet virksomhed.
Telesat Canada blev privatiseret og solgt til Bell Canada i 1998.